# Byrrhinus marginatus
Byrrhinus marginatus är en skalbaggsart som beskrevs av Champion 1923. Byrrhinus marginatus ingår i släktet Byrrhinus och familjen lerstrandbaggar. Inga underarter finns listade i Catalogue of Life.